# ドニプロ国立大学
オレス・ホンチャル・ドニプロ国立大学（英語: Oles Honchar Dnipro National University）は、ウクライナ・ドニプロに本部を置くウクライナの国立大学である。通称は「ドニプロ国立大学」（英語: Dnipro National University、略称:DNU）。大学名には、同大学の卒業生であり作家のオレス・ホンチャルの名前が冠されている。

## 沿革・概要
1918年8月ウラジーミル・ヴェルナツキーなどウクライナの著名な科学者の支援を受け、「エカテリノスラーフ大学」として設立される。1933年「ドニエプロペトロフスク州立大学」として再編。その後、2000年9月11日のウクライナ大統領令により、国立大学に昇格する。2008年6月25日、卒業生で作家のオレス・ホンチャルの名前を冠し「オレス・ホンチャル・ ドニエプロペトロフスク国立大学」と名称が変更された。2018年、市名が変わったことにより現在の大学名へ変更。
設立当初は歴史学部・言語学部、法学部、医学部、物理学部の4学部のみであったが、現在は約20学部を擁する。とりわけ科学研究に力を入れており、ロケット開発企業のユージュノエ設計局とも産学連携を取っている。

## 施設
キャンパス内には、17の教育・実験棟がある他、学部生と大学院生向けの学生寮が7か所設置されている。さらにプールや射撃場、ホッケー場、競技場などのスポーツ施設もある。図書館の蔵書数は約260万冊。

## 組織構成

### 学部
- ウクライナ語・外国文献学・芸術学
- 社会科学・国際関係学
- 歴史学
- 心理学・特殊教育学
- 応用数学
- 法学
- 物理学・電子工学・コンピュータ科学
- 経済学
- システム科学・マスコミュニケーション学
- 物理学・工学
- 力学・数学
- 化学
- 生物学・生態学
- 医療技術学・診断学・リハビリテーション学

### 研究所
- 生物学
- 地質学
- エネルギー学

## 主な学術交流協定校

### ERASMUS+協定校（KA1プロジェクト）[3]
- ラトビア大学
- 中東工科大学
- ヴェネツィア大学
- デウスト大学
- ブリュッセル自由大学
- コブレンツ・ランダウ大学
- テッサロニキ・アリストテレス大学
- ル・マン大学
- ストラスブール大学
- ボルドー・モンテーニュ大学

### ERASMUS+協定校（KA2プロジェクト）[3]
- ヴィリニュス大学

### MEVLANA交換留学プログラム協定校（トルコ）[3]
- コジャエリ大学

### 部局間協定校[3]
- ル・マン大学
- コブレンツ・ランダウ大学

### 大学間協定校[3]
- ブランデンブルク工科大学
- コブレンツ・ランダウ大学
- ワルシャワ大学
- ヴロツワフ大学
- ウッチ大学
- クラクフ経済大学
- ブラジリア大学
- パリ南大学
- ベラルーシ国立大学
- コロラド州立大学
- ミドル・テネシー州立大学
- ハルビン工業大学
- 吉林大学
- L.N.グミリョフ・ユーラシア国立大学
- ルンド大学
- 中東工科大学
- イスタンブール大学
- ラトビア大学
- 建国大学校
- デウスト大学
- ブリュッセル自由大学
- ヴィリニュス大学
- ローマ・ラ・サピエンツァ大学
- ロンドン大学クイーン・メアリー校
- グラスゴー大学

## 大学ランキング
ロシアの新聞「コムソモリスカヤ・プラウダ」が公表しているウクライナ国内の大学ランキング「ТОП-200 УКРАЇНА 2021（トップ200 ウクライナ2021年版）」において第17位にランクインしている。

## 主な出身者
- レオニード・クチマ - 第2代ウクライナ大統領
- ユーリヤ・ティモシェンコ - 第10代・第13代ウクライナ首相
- アレクサンドル・モロズ - チェス選手